# Samuel Weissenberg
Samuel Weissenberg (geboren 14. Dezember 1867 in Elisabethgrad (Ukraine); gestorben 31. Oktober 1928) war ein Arzt jüdischer Abkunft, der als der „produktivste und wichtigste aller jüdischen Rassenwissenschaftler“ bezeichnet wurde. Mit Joseph Jacobs (1854–1916)  gehörte er zu denjenigen jüdischen Wissenschaftlern, die pseudowissenschaftliche Theorien befürworteten, dass Juden eine eigene Rasse bildeten.

## Leben
Samuel Weissenberg studierte von 1884 bis 1890 in Deutschland, erst in Karlsruhe an der Technischen Hochschule, später Medizin an der Universität Heidelberg. 1896 ließ er sich in seiner Heimatstadt als praktischer Arzt nieder, wo er in dieser Tätigkeit bis zu seinem Tode blieb. Trotz seiner praktischen Tätigkeit als Arzt und in Ermangelung einer wissenschaftlichen Bibliothek in Elisabethgrad sowie fehlender Anregungen, wie sie ein wissenschaftliches Institut durch Mitarbeiter und Studenten bringt, hat er eine reiche schriftstellerische wissenschaftliche Arbeit geleistet. Seine Arbeiten befassten sich mit der Anthropologie, der Sozialhygiene und der Demografie, insbesondere seiner südrussischen jüdischen Volksgenossen. Unter seinen Arbeiten sind „Die südrussischen Juden“ (1895) und „Das Wachstum des Menschen nach Alter, Geschlecht und Rasse“ (1911) grundlegend bekannt geworden. Weissenberg veröffentlichte auch seine Forschungen zur Anthropologie der Karäer („Die Karäer der Krim“, 1904) und mehrere seiner Beiträge wurden in der „Zeitschrift für Ethnologie“ und den „Mitteilungen der Anthropologischen Gesellschaft“ in Wien veröffentlicht. Weissenberg hat für die Zeitschrift „Globus“ Beiträge zur jüdischen Folklore geschrieben, darunter Artikel über jüdische Sprichwörter und Volkslieder. Er hat des Weiteren Aufsätze für die „Mitteilungen der Gesellschaft für Jüdische Volkskunde“ über das „Purimspiel“, Hochzeiten und verwandte Themen verfasst.
Der Autorin Petra Zudrell zufolge war er „nach Cesare Lombroso einer der profiliertesten jüdischen Anthropologen, der sich für ethnische und physische Charakteristika der Juden interessierte“.

## Weissenbergs Motive, ein Bild des osteuropäischen Judentums zu zeichnen
Erstens waren allgemeine Darstellungen verschiedener ethnischer oder rassischer Gruppen ein wesentlicher Bestandteil der beschreibenden Natur der physischen Anthropologie am Ende des 19. Jahrhunderts. Solche auf diskreten Zahlensystemen basierenden Darstellungen dienten dazu, eine Gruppe von einer anderen zu unterscheiden und förderten die Gruppensolidarität in einer Zeit starken Nationalismus, als die Anderen identifiziert und isoliert wurden.
Zweitens machten zu seiner Zeit osteuropäische Juden 80 bis 90 Prozent des Weltjudentums aus, und so kam seine allgemeine Beschreibung von ihnen einer Beschreibung des durchschnittlichen jüdischen Typs gleich. Weissenberg hatte gehofft, dass die Entdeckung des urjüdischen Typus, jenes wesentlichen Elements, das die Juden zu dem machte, was sie waren, vielleicht das Geheimnis des Überlebens der Juden als Volk entschlüsseln würde.
Drittens war die Kultur (und damit die Wissenschaft) des späten 19. Jahrhunderts, geprägt von zunehmenden sozialen Veränderungen und Instabilitäten und erpicht, Abstammungsnachweise zu erbringen, was in der Rassenwissenschaft bedeutete, nach dem Urtypus, und nicht nach einem alten paläontologischen Vertreter der gesamten Menschheit zu suchen, sondern vielmehr nach überlegenen und unterlegenen Rassen, aus denen die offensichtlichen zeitgenössischen politischen Schlussfolgerungen gezogen werden konnten. In dieser Hinsicht war Weissenbergs Beschreibung des „durchschnittlichen“ osteuropäischen jüdischen Ursprungstypus eine nicht außergewöhnliche und für ihre Zeit vollkommen normale anthropologische Arbeit.

## Publikationen (Auswahl)
- Die südrussischen Juden. Eine anthropometrische Studie mit Berücksichtigung der allgemeinen Entwickelungsgesetze. Von Dr. S. Weissenberg, Elisabethgrad, Russland. Mit 20 in den Text eingedruckten Abbildungen und 15 Typenbildern. Sonder-Abdruck aus dem „Archiv für Anthropologie,“ XXIII. Band. 3. und 4. Heft. Druck von Friedrich Vieweg und Sohn, Braunschweig, 1895 Digitalisat
- Das Wachstum des Menschen nach Alter, Geschlecht und Rasse. Stuttgart: Strecker & Schröder. 1911. Studien und Forschungen zur Menschen- und Völkerkunde, Band VIII Digitalisat
- Beiträge zur Frauenbiologie : Die jüdischen rituellen Sexualvorschriften. In: Abhandlungen aus dem Gebiete der Sexualforschung, 5.1927, Heft 2, Bonn / Berlin : A. Marcus & E. Weber, 1927
- Hygiene in Brauch und Sitte der Juden. In: Grunwald, Max (Hg.): Die Hygiene der Juden. Im Anschluß an die Internationale Hygiene-Ausstellung Dresden 1911. Dresden 1912, S. 29–43.
- Ein Beitrag zur Lehre von den Lesestörungen auf Grund eines Falles von Dyslexie. Berlin 1890 (Diss. Universität Heidelberg) Digitalisat
- “Die Karäer der Krim,” in Globus, lxxxiv. (1903).
- “Kinderfreud und -leid bei den südrussischen Juden,” in Globus, lxxxiii. (1903).
- “Krankheit und Tod bei den südrussischen Juden,” in Globus, xci. (1907).
- Beiträge in Zeitschrift für Ethnologie und den Mitteilungen der Anthropologischen Gesellschaft in Wien.
- Beiträge in „Mitteilungen der Gesellschaft für Jüdische Volkskunde“ über das „Purimspiel“ (part xiii.), „Weddings“ (part xv.)
- Jüdische Museen und Jüdisches in Museen. Reiseeindrücke, in: Mitteilungen zur jüdischen Volkskunde 10 (1907).
- Studien und Forschungen zur Menschen- und Völkerkunde. Unter wissenschaftlicher Leitung von Georg Buschan. Nr. 8 Weissenberg, [Samuel]: Das Wachstum des Menschen nach Alter, Geschlecht, Rasse. Stuttgart, Verlag von Strecker & Schröder. 1911